# سانتونین (شیمی)
سانتونین (به انگلیسی: Santonin) یک ترکیب شیمیایی با شناسه پاب‌کم ۱۰۹۴۴۷۲۰ است. که جرم مولی آن ۲۴۶٫۳۰۱۶۲ g/mol می‌باشد. 